# Notophysis laevis
Notophysis laevis là một loài bọ cánh cứng trong họ Cerambycidae.